# Zdziar (Góry Leluchowskie)
Zdziar (837 m) – szczyt w zachodniej części Pasma Leluchowskiego, które w polskiej regionalizacji fizycznogeograficznej według Jerzego Kondrackiego zaliczone zostały do Beskidu Sądeckiego, w nowszej regionalizacji z 2018 r. wraz z Górami Lubowelskimi do Pogórza Popradzkiego. Zdziar znajduje się w ich bocznym grzbiecie, który od wierzchołka Przechyby (871 m) odgałęzia się w południowo-zachodnim kierunku i poprzez Zdziar opada do Popradu. Pomiędzy Zdziarem znajdują się jeszcze dwa nienazwane wierzchołki, sąsiadujący ze Zdziarem ma wysokość 853 m. Na południową stronę spod Zdziaru spływają dwa potoki będące dopływami potoku Zimne, ze stoków północnych spływa jeden ze źródłowych cieków Potoku Podgórny. Wierzchołek i większość stoków Zdziaru jest porośnięta lasem, ale na północnych stokach znajduje się jeszcze duża, zarastająca polana. Dawniej terenów bezleśnych było tutaj dużo więcej. Były to tereny zamieszkałe przez Łemków. Po ich wysiedleniu w 1947 użytkowane przez nich polany zostały zalesione, lub samorzutnie zarastają lasem.
Zdziar znajduje się w granicach miasta Muszyna w województwie małopolskim, w powiecie nowosądeckim, w gminie Muszyna.